# Achillea cretica
Achillea cretica ist eine Pflanzenart aus der Gattung der Schafgarben (Achillea) in der Familie der Korbblütler (Asteraceae).

## Merkmale
Achillea cretica ist ein Zwergstrauch, der Wuchshöhen von 7 bis 30 Zentimeter erreicht. Die Blätter sind 10 bis 25 Millimeter lang und 2 bis 4 Millimeter breit. Sie weisen zahlreiche kleine eingerollte Abschnitte auf. Die Schirmtraube besteht aus 5 bis 50 Köpfchen und ist mehr oder weniger dicht. Die Zungenblüten sind weiß. Die Zungen sind 4 bis 5 Millimeter lang.
Die Blütezeit reicht von April bis Juni.
Die Chromosomenzahl beträgt 2n = 18.

## Vorkommen
Achillea cretica kommt in Griechenland, im Bereich der Ägäis mit Kreta, in der Türkei und in Zypern vor. Die Art wächst auf Felswänden und ist meist an Küsten anzutreffen. Auf Kreta ist sie in Höhenlagen von 0 bis 550, selten bis 900 Metern zu finden.

## Belege
1. 1 2 3 4  Ralf Jahn, Peter Schönfelder: Exkursionsflora für Kreta. Mit Beiträgen von Alfred Mayer und Martin Scheuerer. Eugen Ulmer, Stuttgart (Hohenheim) 1995, ISBN 3-8001-3478-0, S. 315.
2. ↑  Achillea cretica bei Tropicos.org. In: IPCN Chromosome Reports. Missouri Botanical Garden, St. Louis
3. ↑  Werner Greuter (2006+): Compositae (pro parte majore). – In: W. Greuter & E. von Raab-Straube (ed.): Compositae. Euro+Med Plantbase - the information resource for Euro-Mediterranean plant diversity. 
Datenblatt Achillea cretica In: Euro+Med Plantbase - the information resource for Euro-Mediterranean plant diversity.